# I Used to Love H.E.R.
I Used to Love H.E.R. är en låt och en musiksingel av den amerikanske rapparen Common (då med artistnamnet Common Sense), släppt den 27 september 1994 på Relativity Records som första singel från hans andra album Resurrection (1994).
Låten har flera gånger utsetts till en av de bästa hiphoplåtarna genom tiderna.